# ۱۲۷ (میلادی)
۱۲۷ (میلادی) صد و بیست و هفتمین سال تقویم میلادی است.

## درگذشتگان
‎